# Aleksandr Antónov
Aleksandr Stepánovich Antónov (26 de juliojul./ 7 de agosto de 1889greg.-24 de junio de 1922), en ruso Алекса́ндр Степа́нович Анто́нов, fue un miembro del Partido Social-Revolucionario que fue uno de los líderes de la rebelión de Tambov contra el régimen bolchevique.  
Nacido en Moscú, se crio en la pequeña ciudad de Kirsánov y estudió en el Instituto Real de Tambov hasta su expulsión por las proclamas revolucionarias. Después de eso, tuvo miedo de volver a su casa y se convirtió en aprendiz en una fábrica de trenes local. En 1904 se unió a los social-revolucionarios. Tuvo como compañeros a Mariya Spiridónova y Yuri Podbelski. Siguiendo su ejemplo, se dedicó a actividades terroristas como asesinatos, robos y expropiaciones. Fue detenido por robar un vagón de un tren postal con objetos de valor y condenado a veinte años de trabajos forzados en Shlisselburg y después en la Prisión Central de Vladímir. 
Fue liberado gracias a la amnistía del Gobierno Provisional Ruso, volvió a Kirsánov y se integró a un grupo formado por sus antiguos compañeros, conocidos como los krasnobándochniki. Inicialmente se dedicó a trabajar en la planta donde fue aprendiz, pero rápidamente fue nombrado jefe de la milicia que actuaba como policía local, antecesora de la milítsiya. Con apoyo de los trabajadores declaró la ley marcial y enfrentó el alto nivel de delincuencia que había surgido en Tambov. Tras la Revolución de Octubre, se convierte en primer jefe de milicias de la gobernación de la Tambov soviética, consiguiendo desarmar unidades de la Legión Checoslovaca que atacaban a la población civil. Con el caos en que se sumergía Rusia por la revolución, Antónov abandonó a los social-revolucionarios.
Después pidió al Comité Ejecutivo local ser puesto al mando de las milicias del Distrito Militar del uyezd de Kirsánov, lo que fue aprobado. Gracias a su cargo pudo organizar la rebelión de Tambov. Murió en combate con su hermano menor Dmitri el 24 de junio de 1922, cuando su partida guerrillera fue acorralada por un destacamento de la Cheka en el pueblo de Nizhni Shibriay, cerca de Borisoglebsk.